# Dennis Kuruppassery
Dennis Kuruppassery (ur. 4 sierpnia 1967 w Palliport) – indyjski duchowny rzymskokatolicki, biskup pomocniczy Kannur od 2024.

## Życiorys

### Prezbiterat
Święcenia kapłańskie przyjął 23 grudnia 1991 i został inkardynowany do archidiecezji Kottapuram. W 1997 rozpoczął przygotowanie do służby dyplomatycznej na Papieskiej Akademii Kościelnej. W 2001 rozpoczął pracę w nuncjaturze apostolskiej w Burundi. Następnie był sekretarzem nuncjatur w Egipcie (2004–2007), Tajlandii (2007–2010) i radcą nuncjatur w Czechach (2010–2013), Kongo (2013–2016), Stanach Zjednoczonych (2016–2021) i na Malcie (2021–2024).

### Episkopat
15 sierpnia 2024 roku papież Franciszek mianował go biskupem pomocniczym Kannur ze stolicą tytularną Macomades Rusticiana. Sakry udzielił mu 10 listopada 2024 arcybiskup Salvatore Pennacchio.